# Кухестан-е-Хавік
Кухестан-е-Хавік (перс. كوهستان حويق) — село в Ірані, у дегестані Хавік, у бахші Хавік, шагрестані Талеш остану Ґілян. За даними перепису 2006 року, його населення становило 275 осіб, що проживали у складі 60 сімей.

## Клімат
Середня річна температура становить 12,83 °C, середня максимальна – 27,13 °C, а середня мінімальна – -1,26 °C. Середня річна кількість опадів – 744 мм.
| Клімат поселення                              | Клімат поселення | Клімат поселення | Клімат поселення | Клімат поселення | Клімат поселення | Клімат поселення | Клімат поселення | Клімат поселення | Клімат поселення | Клімат поселення | Клімат поселення | Клімат поселення | Клімат поселення |
| Показник                                      | Січ.             | Лют.             | Бер.             | Квіт.            | Трав.            | Черв.            | Лип.             | Серп.            | Вер.             | Жовт.            | Лист.            | Груд.            |                  |
| Середній максимум, °C                         | 9,99             | 9,38             | 10,93            | 15,48            | 20,21            | 24,98            | 27,13            | 26,75            | 22,10            | 18,72            | 13,90            | 10,28            |                  |
| Середня температура, °C                       | 4,68             | 4,06             | 5,61             | 10,17            | 14,90            | 19,66            | 23,14            | 22,76            | 18,10            | 14,72            | 9,92             | 6,28             |                  |
| Середній мінімум, °C                          | −0,65            | −1,26            | 0,30             | 4,86             | 9,59             | 14,36            | 19,14            | 18,77            | 14,10            | 10,73            | 5,92             | 2,28             |                  |
| Норма опадів, мм                              | 59               | 56               | 67               | 58               | 49               | 30               | 14               | 34               | 85               | 130              | 89               | 73               |                  |
| Середньомісячна швидкість вітру, м/с          | 2.30             | 2.50             | 2.49             | 2.50             | 2.30             | 2.34             | 2.68             | 2.37             | 2.10             | 2.00             | 2.09             | 2.04             |                  |
| Середньомісячна сонячна радіація, кДж/м²·день | 6896             | 9249             | 11385            | 15738            | 19673            | 22307            | 23356            | 19751            | 15912            | 10856            | 8308             | 6467             |                  |
| --------------------------------------------- | ---------------- | ---------------- | ---------------- | ---------------- | ---------------- | ---------------- | ---------------- | ---------------- | ---------------- | ---------------- | ---------------- | ---------------- | ---------------- |
| Джерело:                                      |                  |                  |                  |                  |                  |                  |                  |                  |                  |                  |                  |                  |                  |